# ミルテの花 (ヨハン・シュトラウス2世)
『ミルテの花』（ミルテのはな、ドイツ語: Myrthenblüthen）作品395は、ヨハン・シュトラウス2世が作曲した合唱用のウィンナ・ワルツ。歌詞は作家アウグスト・ゾイフェルトによる。しばしば秀作のひとつとして挙げられる作品である。

## 楽曲解説

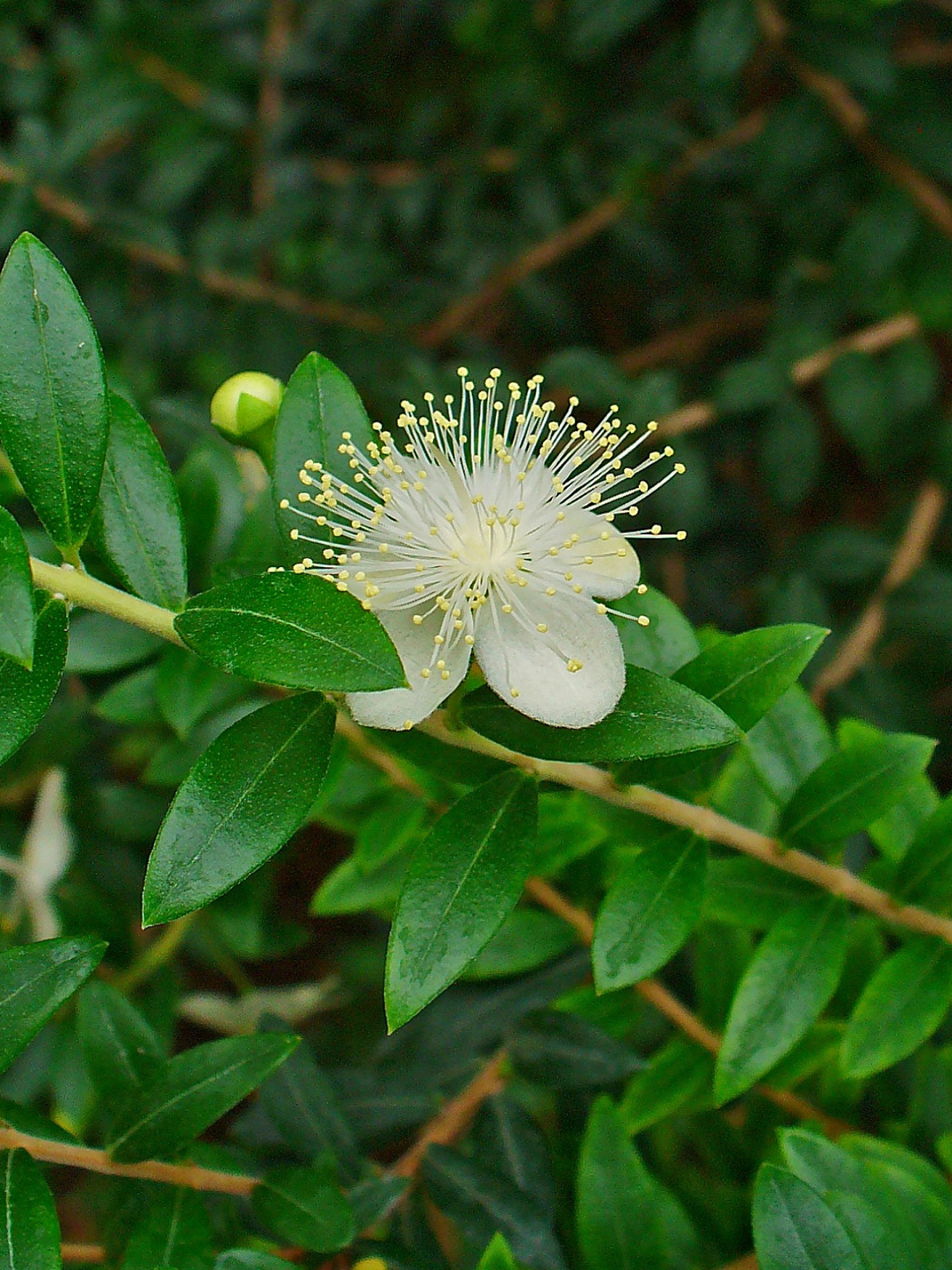
ミルテ。花が結婚式などの飾りによく使われ「祝いの木」とも呼ばれる植物であり、婚礼に関する作品の題名にしばしば用いられている（『ミルテの花冠』など）

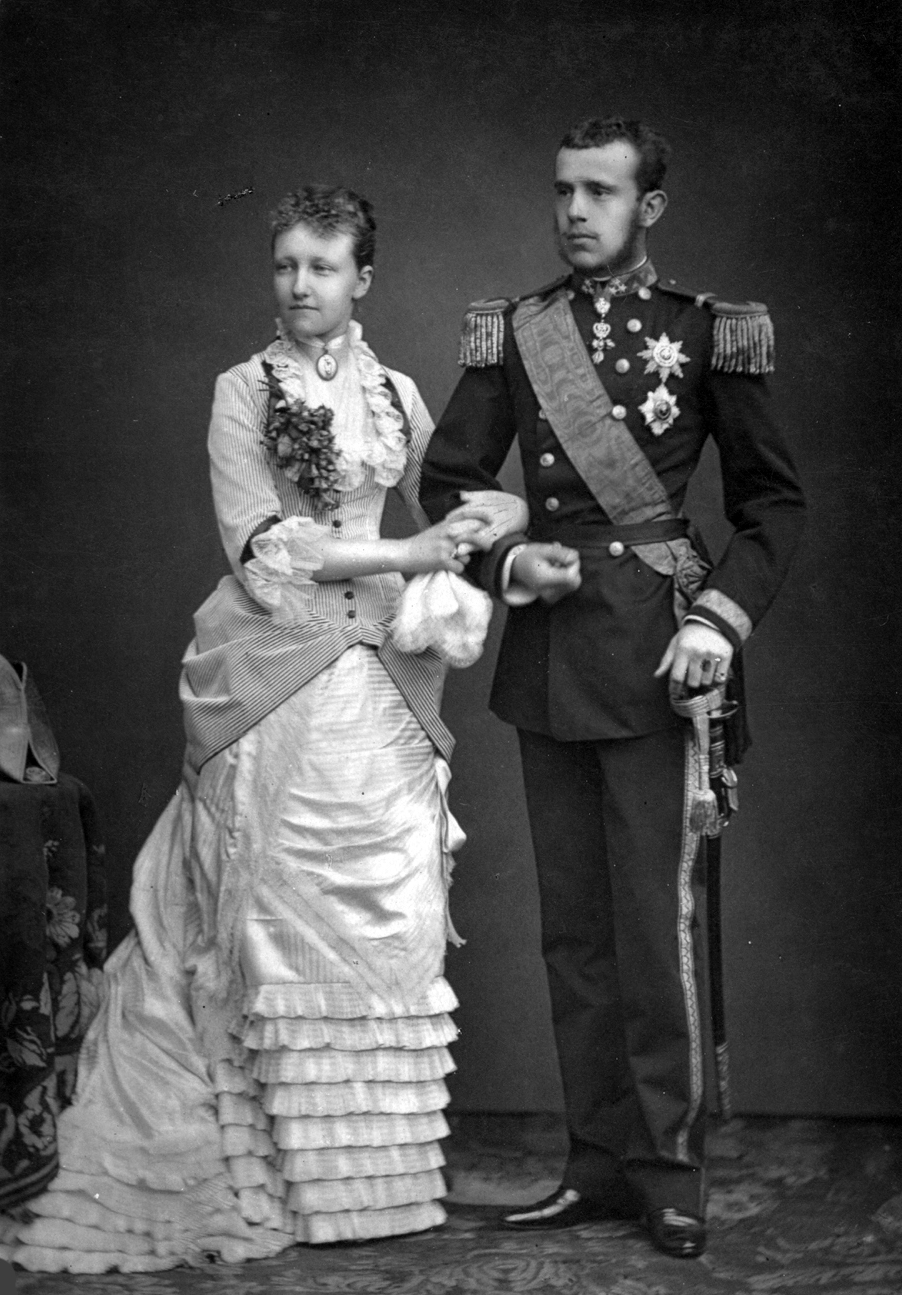
ルドルフ皇太子とシュテファニー皇太子妃（1881年撮影）

1870年代以降、ヨハン2世はオペレッタの作曲家として精力的に活動しており、独立したワルツ作品はほとんど作曲していなかった。この曲は、その時期にヨハン2世がオペレッタなどとは関係なしに作曲した数少ない作品のひとつである。
オーストリア皇太子ルドルフとベルギー王女ステファニーの結婚式（1881年）を祝う作品。シュトラウス2世はウィーンの地方行政局からの依頼によって祝賀催事のためのワルツを作曲し始めたが、大規模な催事が取りやめになったため、ウィーン男声合唱協会からの依頼に切り替えた。新曲は『ミルテの花束』という題名で予告されていたが、『ミルテの花』と改められた。
初演は1881年5月6日にウィーン楽友協会にて行われた。一般向けには、5月8日にプラーター公園において催された国民祭（フォルクスフェルト）において演奏された。シュトラウス2世自身の指揮のもとで、ヘッセン大公ルートヴィヒ4世の歩兵連隊が伴奏し、ウィーン男声合唱協会が合唱した。一般向け演奏では奉祝ムードに沸き立つ20000人もの聴衆が集まったとされ、皇太子夫妻と皇帝フランツ・ヨーゼフ1世は大群衆に道を遮られて演奏会場たるプラーター公園まで辿り着くことができなかった。そのため、弟エドゥアルト・シュトラウス1世が日を改めて『ミルテの花』のオーケストラ版と『ヴェールと冠』を夫妻の前で披露したという。
1889年1月30日にルドルフ皇太子がマイヤーリンク事件で謎の情死を遂げた後、このワルツ自体は全く演奏されなくなった。しかし、ヨハン2世の死後に完成されたオペレッタ『ウィーン気質』の中で、伯爵夫人登場の音楽の第2主題のメロディーとして使われており、この『ミルテの花』のメロディーは現在もウィーンから失われることなく生き続けている。

## 構成
序奏、4つの小ワルツ、後奏からなる。

第1ワルツ

## ニューイヤーコンサート
ウィーンフィル・ニューイヤーコンサートへの登場は次の一回のみである。
- 2018年 - リッカルド・ムーティ指揮

## 関連作品
- 『祝典行進曲』 - ヨハン2世の作品。作品番号は396。
- 『ヴェールと冠』 - 弟エドゥアルトのワルツ。作品番号は200。
- 『シュテファニー・ガボット』 - アルフォンス・ツィブルカの楽曲。